# Ansgar Knauff
Ansgar Knauff (født d. 10. januar 2002) er en tysk professionel fodboldspiller, som spiller for Bundesliga-klubben Eintracht Frankfurt.

## Klubkarriere

### Borussia Dortmund
Knauff startede med at spille for lokalklubben SVG Göttingen i sin hjemby Göttingen. I 2015 skiftede han til Hannover 96, hvor han spillede et år, før han skiftede til Borussia Dortmund i 2016. Han fik sin førsteholdsdebut den 8. december 2020 i en Champions League kamp imod Zenit Skt. Petersborg. Han scorede sit første mål for førsteholdet den 10. april 2021 i en kamp imod Stuttgart.

### Eintracht Frankfurt
Knauff skiftede i januar 2022 til Eintracht Frankfurt på en 18-måneders lejeaftale. Han var del af Frankfurt truppen som vandt Europa League i 2021-22 sæsonen, og blev her kåret som sæsonens bedste unge spiller. I juni 2023 blev skiftet gjort permanent, og han skiftede til Frankfurt på en fast basis.

## Landsholdskarriere
Knauff har repræsenteret Tyskland på flere ungdomsniveauer.

## Titler
Borussia Dortmund
- DFB-Pokal: 1 (2020-21)

Eintracht Frankfurt
- UEFA Europa League: 1 (2021-22)

Individuelle
- UEFA Europa League Sæsonens unge spiller: 1 (2021-22)